# Додеканеська кампанія
Додеканеська кампанія (8 вересня — 22 листопада 1943) — військова кампанія Німеччини з окупації Додеканес та встановленню контролю над Егейським морем.
Після капітуляції Італії перед Союзниками, на початку вересня 1943 року її війська залишили архіпелаг Додеканес, який належав їй ще до війни. Велика Британія вирішила захопити острови, щоб використати їх як основу наступу на Балканський півострів. Військам Союзників вдалося захопити до середини місяця більшість островів, проте Родос зайняли німці. У наступні 2 місяці тривала боротьба за архіпелаг, в якій відзначилося Люфтваффе (як авіачастини, так і парашутисти). Британські сухопутні та морські сили зазнали великих втрат, армійські підрозділи були в листопаді евакуйовані чи здалися. Це була одна з останніх великих перемог Німеччини у війні.